# Fausto Junior
Fausto Vieira dos Santos Junior (Manaus, 20 de dezembro de 1992) é um político brasileiro filiado ao União Brasil (UNIÃO). Atualmente cumpre seu primeiro mandato como deputado federal pelo Amazonas.

## Biografia
Fausto Vieira dos Santos Junior nasceu em Manaus, capital do estado do Amazonas no ano de 1992.

## Carreira política
Filiado ao Partido Verde (PV), foi eleito deputado estadual do Amazonas após conquistar 19.446 votos. Em maio de 2020, migrou do PV para entrar nas fileiras do Partido Renovador Trabalhista Brasileiro (PRTB). Permaneceu no partido até março de 2022, quando migrou para o União Brasil (UNIÃO).
Durante a Comissão Parlamentar de Inquérito da COVID-19 (CPI da COVID-19), foi convocado pelo senador Marcos Rogério (DEM) por ter sido relator da CPI da gestão da pandemia da COVID-19 no estado do Amazonas. O deputado foi questionado por não ter indiciado ou convocado o governador Wilson Lima (UNIÃO), gestão marcada pela falta de oxigênio em Manaus. O deputado indicou que tais procedimentos estavam fora da alçada da investigação e que o governador já era investigado pela polícia. A explicação não convenceu os senadores e a senadora Soraya Thronicke (PSL) o confrontou, afirmando que a responsabilidade de investigar os governadores é da Assembleia legislativa. O senador Omar Aziz (PSD), presidente da CPI da Covid, afirmou que a decisão de não indiciar o governador do Amazonas teria relação com "interesses pessoais" de Fausto Junior: "Eu vou apontar o motivo de o deputado não ter indiciado o governador do Amazonas, e o motivo é muito grande" disse Aziz.
Após sua participação na CPI, Fausto processou Omar Aziz por abuso de autoridade, injúria, ameaças e difamação numa queixa-crime junto ao Supremo Tribunal Federal (STF). Após o processo, Fausto usou suas redes sociais em uma postagem que chamou Aziz de 'corrupto', o que levou que Aziz processasse Fausto. Aziz venceu o processo, que foi condenado pela juíza Maria Eunice Torres do Nascimento em uma indenização de oitenta mil reais.
Em 2 de outubro de 2022, Fausto foi eleito para o cargo de deputado federal pelo Amazonas com 87.876 votos.

### Desempenho eleitoral
| Ano  | Cargo                          | Partido | Votos  | Resultado | Ref.   |
| ---- | ------------------------------ | ------- | ------ | --------- | ------ |
| 2018 | Deputado estadual do Amazonas  | PV      | 19.446 | Eleito    | [ 18 ] |
| 2022 | Deputado federal pelo Amazonas | UNIÃO   | 87.776 | Eleito    | [ 19 ] |